# Hubbardia wessoni
Espèce
Synonymes
- Trithyreus wessoni Chamberlin, 1939

Hubbardia wessoni est une espèce de schizomides de la famille des Hubbardiidae.

## Distribution
Cette espèce est endémique d'Arizona aux États-Unis,. Elle se rencontre vers Tucson dans le comté de Pima.

## Description
Le mâle holotype mesure 4,8 mm.

## Étymologie
Cette espèce est nommée en l'honneur de Robert Wesson.

## Publication originale
- Chamberlin, 1939 : A new arachnid of the order Pedipalpida. Proceedings of the Biological Society of Washington, vol. 52, p. 123-124 (texte intégral).